# Конно, Хидэки
Хидэки Конно (яп. 紺野 秀樹 Конно Хидэки, род. 3 мая 1965 года) — японский дизайнер, директор и продюсер консольных игр.
Хидэки Конно родился 13 мая 1965 года в городе Мацудо в японской префектуре Тиба. В апреле 1986 года устроился на работу в компанию Nintendo, в которой продолжает работать и сейчас. Проявил себя как талантливый дизайнер и программист. Первые игры, в разработке которых Конно принял существенное участие, были выпущены в 1988 году на игровой приставке NES — Ice Hockey, Super Mario Bros. 2 и Super Mario Bros. 3.
В настоящее время Хидэки является главой EAD Software Group No. 1 в составе крупнейшего подразделения внутри Nintendo — Nintendo Entertainment Analysis and Development. Многие видеоигры, в создании которых Конно принимал участие, становились хитами, самые известные из них: Super Mario World для SNES (дизайнерский дебют Конно в качестве дизайнера карт игры), The Legend of Zelda: The Wind Waker для GameCube, серия игр Nintendogs для Nintendo DS и Mario Kart Wii для Nintendo Wii.
Кроме того, Хидэки Конно возглавил команду разработчиков Nintendo 3DS — портативной игровой системы производства Nintendo, способной создавать трехмерный эффект без использования специальных очков, выход которой ожидается до конца первого квартала 2011 года.

## Наиболее известные работы
- Super Mario Bros. 2 — ассистент директора (NES, 1988)
- Ice Hockey — директор (NES, 1988)
- Super Mario Bros. 3 — ассистент директора (NES, 1988)
- Super Mario World — дизайнер карт (SNES, 1990)
- SimCity — директор (SNES, 1990)
- Super Mario Kart — директор (SNES, 1992)
- Super Mario World 2: Yoshi's Island — директор (SNES, 1995)
- Mario Kart 64 — директор (Nintendo 64, 1997)
- F-Zero X — директор (Nintendo 64, 1998)
- Mario Kart Super Circuit — программист, супервайзер (GameBoy Advance 2001)
- Luigi's Mansion — директор (Nintendo GameCube, 2001)
- The Legend of Zelda: The Wind Waker — супервайзер (Nintendo GameCube, 2003)
- Geist — продюсер (Nintendo GameCube, 2005)
- Nintendogs — продюсер (Nintendo DS, 2005)
- Mario Kart DS — продюсер (Nintendo DS, 2005)
- Mario Kart Wii — продюсер (Wii, 2008)